# Ciechowice
Ciechowice, slezsky Ćechowice, dříve polsky Szychowice a německy Schichowitz, jsou vesnice ve gmině Nędza v okrese Ratibórz ve Slezském vojvodství v jižním Polsku. Nachází se také na pravém břehu veletoku Odra na rozhraní nížin Ratibořská kotlina a Brama Raciborska v krajinném parku Park Krajobrazowy Cysterskie Kompozycje Krajobrazowe Rud Wielkich v Horním Slezsku.

## Historie a popis
Ciechowice se v listinách poprvé objevují v roce 1292. V obci se nachází několik budov z konce 19. století, zděná kaple z počátku 20. století, kamenný kříž se sochou Panny Marie Bolestné z roku 1876 a trosky mostu přes Odru vyhozeného do povětří v roce 1945 Wehrmachtem. Mezi Grzegorzowicemi a Ciechowicemi je v místě bývalého mostu postaven přívoz přes Odru. V letech 1975–1998 se Ciechowice nacházely v dnes již zaniklém Katovickém vojvodství.

### Turistika
Přes Ciechowice vedou turistické trasy:
- Szlak Cystersów
- Szlak Młodości Eichendorffa
- Szlak im. Polskich Szkół Mniejszościowych
- cyklostezky

## Galerie

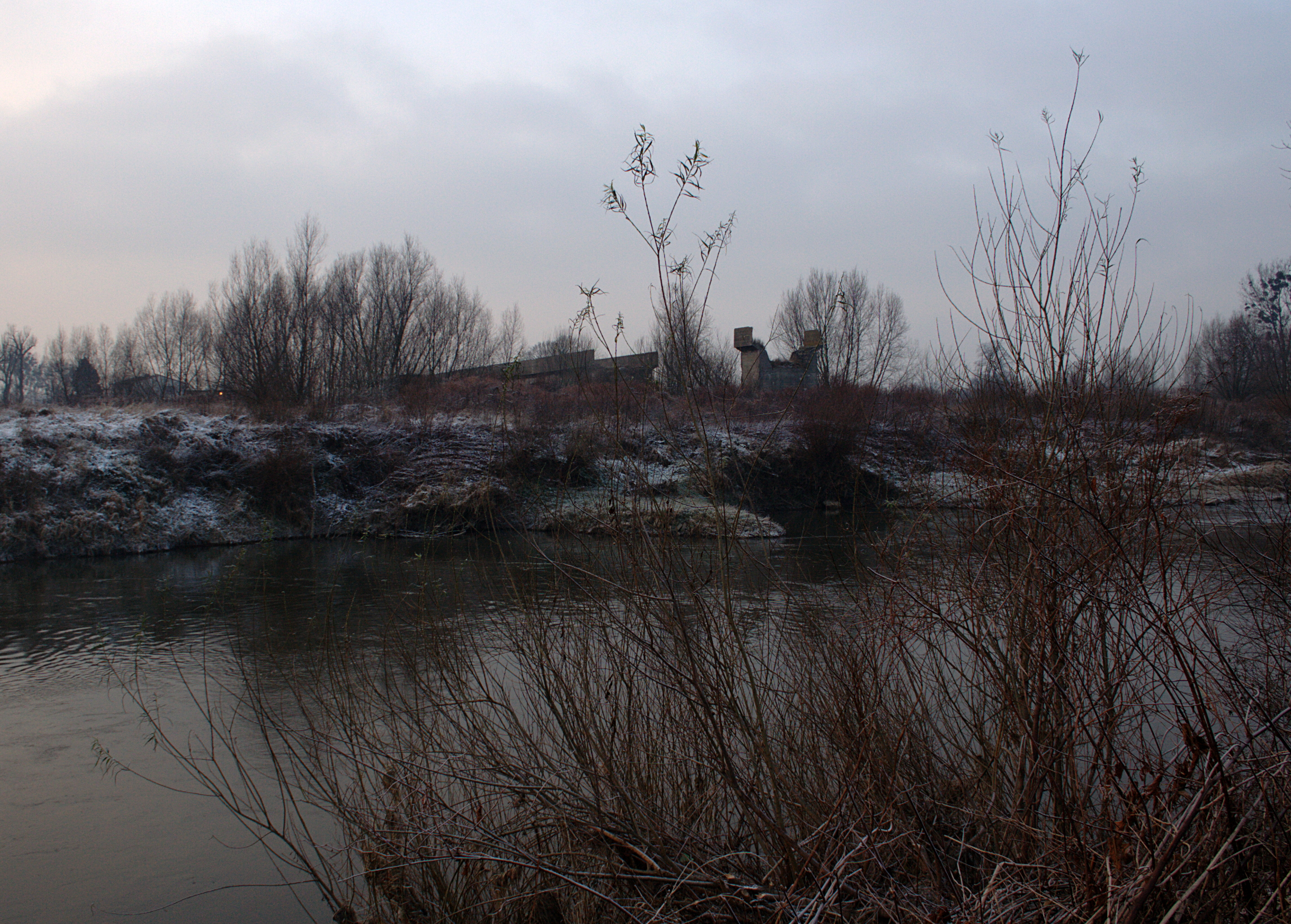
Ruiny bývalého mostu
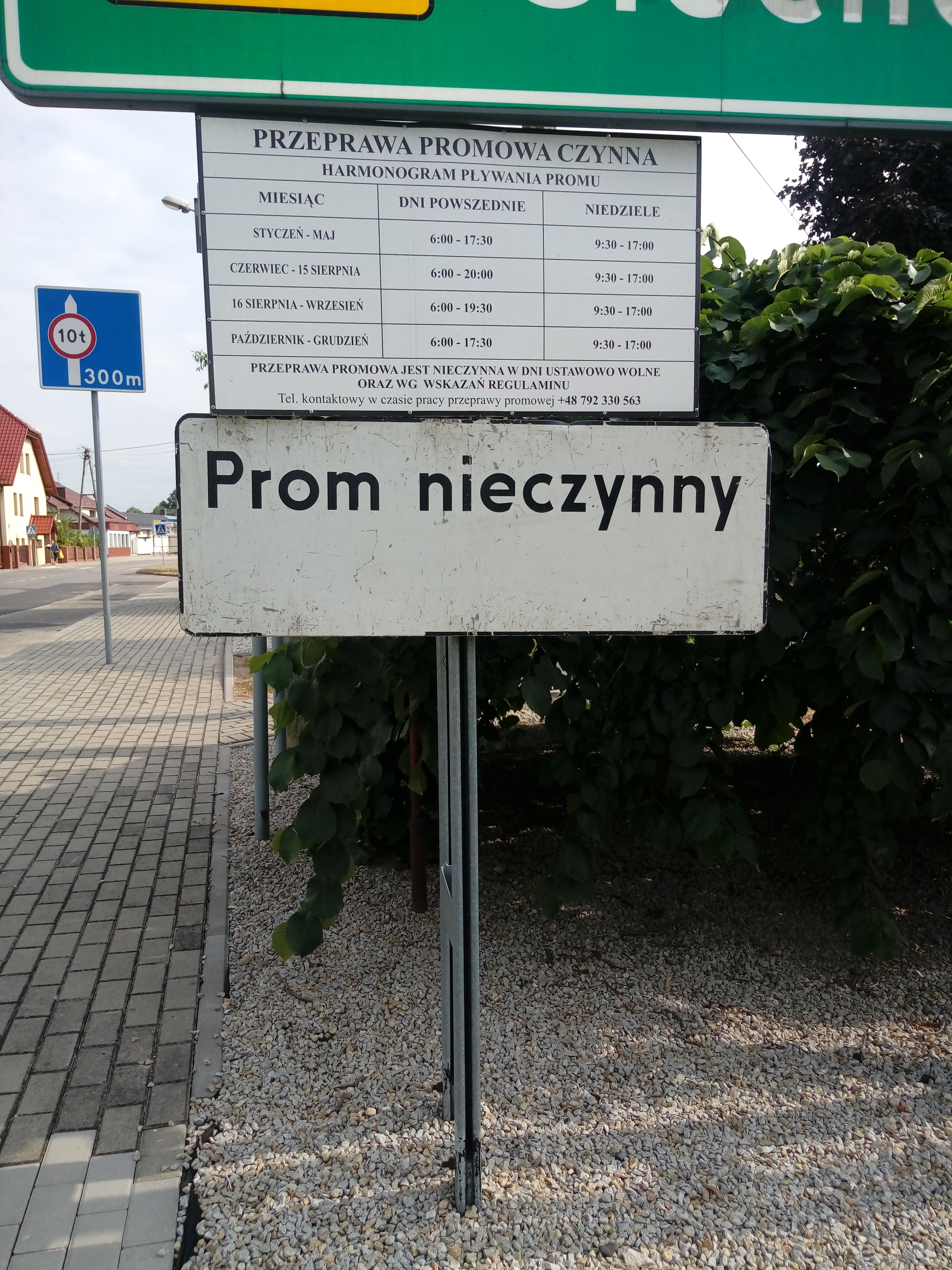
Přívoz přes Odru